# セブンデイズウォー (企業)
株式会社セブンデイズウォー（英: SEVEN DAYS WAR Corporation.）は、出版編集・映像・クイズ制作・WEBデザインなどを事業内容とする日本の企業。

## 概要
アニメ雑誌やムックの編集業務、アニメ関連の映像制作（アニメ情報番組など）、クイズゲームの問題作成など、アニメ・ビデオゲームジャンルを軸足にメディアを問わず活動しているのが特徴である。また代表の大門はクイズ作家でもあり、フレームワークジェイピー時代からコナミデジタルエンタテインメントのオンライン対戦クイズゲーム『クイズマジックアカデミー』の全クイズ問題の監修を行っている。

## 来歴
2005年にスタジオ・ハード出身の編集者・大門弘樹が、フレームワークジェイピーから独立して設立。2008年のOVA 『魔法先生ネギま!』以降、アニメ作品のシナリオ作成業務にも進出している。
2014年2月12日に大門が編集長となり、クイズ総合誌「QUIZ JAPAN」を創刊した。2018年1月7日には日本初のクイズ専門店「QUIZROOM SODALITE」をオープンさせている。
なお、『化物語』や『ソードアート・オンライン』の脚本を手がけた木澤行人、中本宗応は、2013年に取締役を退任し、セブンデイズウォーを離れている。

## 主な実績
公式サイトの実績を参照としている。

### テレビアニメ
- 化物語（2009年、脚本）
- 咎狗の血（2010年、脚本・文芸協力）
- 俺の妹がこんなに可愛いわけがない（2010年、文芸設定）
- 劇場版 魔法先生ネギま! ANIME FINAL（2011年、構成協力）
- 偽物語（2012年、脚本）
- ソードアート・オンライン（2012年、脚本）
- 〈物語〉シリーズ セカンドシーズン（2013年、脚本）
- ニセコイ（2014年、脚本）
- メカクシティアクターズ（2014年、文芸協力）
- 魔法科高校の劣等生（2014年、脚本）
- 龍ヶ嬢七々々の埋蔵金（2014年、脚本）
- ソードアート・オンラインII（2014年、脚本）

### アニメ以外のテレビ番組

#### 放送中のテレビ番組
- 櫻井孝宏の（笑）（2006年 -、AT-X、制作）

#### 過去のテレビ番組
- Club AT-X（2005 - 2006年、AT-X、制作）
- 声優戦線異状なし!?（2006年、AT-X、制作）
- もえたんがアニメになっちゃった！OAいぶ・すぺしゃる（2007年、テレビ愛知、制作）
- キミキス pure rouge もうすぐアニメが始まっちゃいますっ！スペシャル（2007年、チバテレビほか、制作）
- true tears こちらチューリップ放送局 出張版（2008年、BSイレブン、制作）
- THEクイズ神（2012 - 2013年、TBS、クイズ問題作成）
- 2000万円落下クイズ！マネードロップ（2012年 - 2013年、TBS、クイズ問題作成）
- 機動戦士ガンダム 第08MS小隊 メモリアルリポート（2012年、TOKYO MX、制作）
- ガンダムSEEDなら俺にまかせろ!（2013年、BSイレブン、制作）
- スフィアのNEVER ENDING PARK!!!!（2014年、TOKYO MX、制作）
- 絆体感TV 機動戦士ガンダム 第07板倉小隊（2011年 - 2014年、テレビ東京、制作）

#### インターネットテレビ
- QUIZ JAPAN TV（2014年 - 、ニコニコチャンネル）

### ドラマCD
- 俺の妹がこんなに可愛いわけがない（2010年、脚本）
- Dear Girl〜Stories〜 響　暗黒響編（2010年、脚本）
- ひめごとははなぞの（2010年、脚本）
- 腐女子っス！（2011年、脚本）
- オーディオドラマ「猛将 木曾義仲〜乱世に開いた希望の花〜」（2012年、脚本）
- アクセル・ワールド＋ソードアート・オンラインドラマCD（2012年、脚本）
- Dear Girl〜Stories〜響 THE Final（2012年、脚本）
- ハカセがっ!!（2012年、脚本）
- 劇場版「空の境界」終末録音/the Garden of oblivion（2014年、脚本）

### ビデオゲーム
- クイズマジックアカデミー（2004年 - 、コナミ、クイズ問題作成・監修）
- なぞなぞ＆クイズ一答入魂Qメイト！（2008年、コナミ、クイズ問題作成）
- オンガクパラダイス（2010年、コナミ、クイズ問題作成・監修）
- 探偵王◇推理バトル（2010年、セガ、問題作成・監修）

### 雑誌

#### 自社で発行している雑誌
- QUIZ JAPAN

#### 編集協力をしている雑誌
2014年8月現在
- 月刊ニュータイプ（KADOKAWA）
- 月刊ホビージャパン（ホビージャパン）
- 月刊ガンダムエース（KADOKAWA）
- アニメザテレビジョン（KADOKAWA）
- 電撃文庫MAGAZINE（KADOKAWA）
- 電撃G's magazine（KADOKAWA）
- 電撃G's Festival!（KADOKAWA）
- シルフ（KADOKAWA）
- まんがタイムきらら☆マギカ（芳文社）
- 月刊Gファンタジー（スクウェア・エニックス）
- 声優アニメディア（学研）
- 月刊コミックジーン（メディアファクトリー）

#### かつて編集協力をしていた雑誌
- ケロケロエース（KADOKAWA）
- 特撮ニュータイプ（KADOKAWA）
- 声優パラダイス別冊　VOICE EYE（グライドメディア）

### 書籍
- MADLAX the Bible（2005年、ホビージャパン）
- 公式ガイドブックぱにぽに３ 今日から使えるぱにぽにだっしゅ！（2006年、スクウェア・エニックス）
- ブレイブストーリー公式ガイドブック―幻界への旅（2006年、角川書店）
- ネギま!? アニメガイドBOOK1「春」・「夏」レジャーガイド！（2007年、講談社）
- ネギま!? アニメガイドBOOK2（2007年、講談社）
- ネギま!? アニメガイドBOOK3（2007年、講談社）
- ZOMBIE-LOAN OFFICIAL GUIDE BOOK:STATEMENT（2007年、スクウェア・エニックス）
- 隠の王 公式ガイド Unitamente（2008年、スクウェア・エニックス）
- ひだまりスケッチアルバム（2008年、芳文社）
- PandoraHearts Official Guide 8.5 mine of mine（2009年、スクウェア・エニックス）
- アニメ化物語オフィシャルガイドブック（2009年、講談社）
- まりあ†ほりっく アニメ公式ガイドブック（2009年、メディアファクトリー）
- とある魔術の禁書目録 コミックガイド5.5（2009年、スクウェア・エニックス）
- 大河アニメ『刀語』オフィシャルガイドブック（2009年、講談社）
- ネギま！ ULTIMATE GUIDEBOOK THE BIBLE（2009年、講談社）
- けいおん！テレビアニメ公式ガイドブック〜桜高軽音部活動日誌～（2009年、芳文社）
- GA -芸術科アートデザインクラス- TVアニメビジュアルガイドブック（2009年、芳文社）
- かなめもTVアニメオフィシャルガイドブック ～はじめての、アルバム〜（2009年、芳文社）
- 機動戦士ガンダム００クロスワードパズルコミック　キャラクロ！（2010年、角川書店）
- TVアニメ薄桜鬼 第一期ファンブック　薄桜鬼 京都残照（2010年、アスキー・メディアワークス）
- TVアニメーション「荒川アンダー ザ ブリッジ」 オフィシャルガイド〜ニノサンもしくは出口なしの愛〜featuring シャフト（2010年、スクウェア・エニックス）
- 化物語アニメコンプリートガイドブック（2010年、講談社）
- ストライクウィッチーズ2　オフィシャルファンブック　コンプリートファイル（2010年、角川書店）
- けいおん！！ＴＶアニメ公式ガイドブック〜桜高軽音部メモリアルアルバム〜（2011年、芳文社）
- TVアニメ薄桜鬼 碧血録ファンブック 薄桜鬼 碧血録 春月散華（2011年、アスキー・メディアワークス）
- TV ANIMATION「荒川アンダー ザ ブリッジ×ブリッジ」 オフィシャルガイド（2011年、スクウェア・エニックス）
- 大河アニメ刀語ビジュアルブック（2011年、講談社）
- クイズマジックアカデミークロニクル（2011年、ポニーキャニオン）
- Ａチャンネル.zip　『Ａチャンネル』ビジュアルファンブック（2011年、芳文社）
- 『Ａチャンネル』TVアニメ公式ガイドブック　colorful days collecion（2011年、芳文社）
- 魔法少女まどか☆マギカ公式ガイドブック you are not alone.（2011年、芳文社）
- 「俺の妹がこんなに可愛いわけがない」アニメ公式ガイドブック『俺の妹が』がこんなに丸裸なわけがない（2011年、アスキー・メディアワークス）
- 魔法少女まどか☆マギカ film memories（2011年、芳文社）
- PandoraHearts Official Guide 18.5〜Evidence〜（2012年、スクウェア・エニックス）
- 化物語ポータブル コンプリートガイドブック（2012年、講談社）
- 偽物語アニメコンプリートガイドブック（2012年、講談社）
- 『映画「けいおん！」』公式ガイドブック〜桜高軽音部Travel Diary〜（2012年、芳文社）
- とある魔術の禁書目録 コミックガイド11.5（2013年、スクウェア・エニックス）
- 『織田信奈の野望』スペシャルファンブック〜信奈の軌跡〜（2013年、ポニーキャニオン）
- 劇場アニメーション『ハル』公式ファンブック（2013年、ポニーキャニオン）
- K Official Guidebook A MEMOREY OF KINGS（2013年、キングレコード）
- 『ひだまりスケッチデイズ』（2013年、芳文社）
- ゆゆ式ファンブック“ゆゆ式一式”（2013年、芳文社）
- 劇場版 魔法少女まどか☆マギカ［前編］始まりの物語／［後編］永遠の物語　公式ガイドブック　with you.（2013年、芳文社）
- ローゼンメイデン コミック＆アニメ公式ガイドBOOK（2013年、集英社）
- アニメ<物語>シリーズヒロイン本 其ノ壹 羽川翼（2013年、講談社）
- ゆゆ式 TVアニメ公式ガイドブック～情報処理部のライフログ～（2013年、芳文社）
- アニメ『俺の妹。』がこんなに丸裸なわけがない。（2014年、アスキー・メディアワークス）
- 劇場版 魔法少女まどか☆マギカ [新編]叛逆の物語 公式ガイドブック only you.（2014年、芳文社）
- ＴＶアニメ「境界の彼方」公式ファンブック（2014年、ポニーキャニオン）
- 桜Trick ＴＶアニメ公式ガイドブック 〜ヒミツのシラバス〜（2014年、芳文社）
- アニメ『ソードアート・オンライン』ノ全テ（2014年、KADOKAWA）

### BD、DVDなど
- うたわれるもの DVD BOX（全4巻）（2006年 - 2007年、映像特典制作）
- ひまわりっ！ DVD 巻ノ参・四（2006年、映像特典制作）
- あっとまんぼう祭2006 イベントDVD & お姉ちゃんのおでかけDVD（2006年、制作）
- 幕末機関説いろはにほへと（2007年、映像特典制作）
- お姉ちゃんとXmas★ お姉ちゃんの体験実習DVD（2007年、制作）
- ZOMBIE-LOAN（2007年、映像特典制作）
- アニメ製作20周年記念 銀河英雄伝説 LEGEND　BOX（2007年、映像特典制作）
- コードギアス 反逆のルルーシュ DVDマガジン I（2007年、制作）
- コードギアス 反逆のルルーシュ DVDマガジン II（2008年、制作）
- MOONLIGHT MILE 2nd season-Touch Down-（2008年、映像特典制作）
- コードギアス 反逆のルルーシュ R2（2008年、映像特典制作）
- 黒神 The Animation（2009年、映像特典制作）
- プラネテス Blu-ray Box 5.1ch Surround Edition（2009年、映像特典制作）
- 新春 お姉ちゃんの初笑いDVD（2010年、撮影・制作）
- ガンダム00 Festival 2009-2010 A trailer for the trailblazer（2010年、撮影・制作）
- 機動戦士ガンダムＵＣ episode 2〜7（2010年、初日舞台挨拶の撮影・制作）
- 「KAmiYU in Wonderland」Talk&Live DVD（2010年、撮影・制作）
- 劇場版 機動戦士ガンダム00 -A wakening of the Trailblazer-（2010年、映像特典制作）
- 『英雄伝説　空の軌跡 THE ANIMATION』〜Anniversary Festival〜（2011年、イベント撮影）
- 「KAmiYU in Wonderland2」Talk&Live DVD（2011年、撮影・制作）
- スクライドオルタレイションTAO　Blu-ray & DVD（2012年、映像特典制作）
- スクライドオルタレイション QUAN Blu-ray & DVD（2012年、映像特典制作）
- 『輪廻のラグランジェ -鴨川デイズ-』GAME&OVA Hybrid Disc（2012年、映像特典制作）
- 輪廻のラグランジェ FAN DISC 〜逃げるな！攻めろ！ジャージ部魂!!〜（2013年、映像特典制作）
- 攻殻機動隊ARISE2 Blu-ray & DVD（2013年、映像特典制作）